# آلبرتو رسیو
آلبرتو رسیو (انگلیسی: Alberto Rescio؛ زادهٔ ۱۴ اکتبر ۱۹۸۷) بازیکن فوتبال اهل ایتالیا است.
از باشگاه‌هایی که در آن بازی کرده‌است می‌توان به باشگاه فوتبال باری اشاره کرد.
وی همچنین در تیم ملی فوتبال زیر ۱۷ سال ایتالیا بازی کرده‌است.